# HD 87543
HD 87543 es una estrella be de la costelación de Quilla, se encuentra a 1735 años luz(532 parsec), se trata de una estrella de tipo espectral B3/5Vne y contiene varias líneas de absorción debido a su movimiento.
HD 87543 es una estrella de color celeste, cuenta con una ascensión recta de 10h 04m 22.4s con una declinación de -62° 00' 13", una magnitud aparente de 6.13 y absoluta de -2.49.

## Propiedades físicas
HD 87543 tiene una temperatura de 25000K, un índice de color -0.032, una luminosidad de 32,44 luminosidades solares, una masa de 2,7 masas solares y un radio de 5.6 radios solares.
HD 87543 es una estrella be, es decir que tiene líneas de absorción de hidrógeno, esto se debe a su alta velocidad de rotación.